# История Боливии
История Боливии охватывает большой период и прослеживается с глубокой древности до наших дней. Как и во многих других регионах Южной Америки история подразделяется на несколько этапов: доколумбовый период (до XVI века), колониальный период (ок. 1516 — 1810), период войн за независимость и постколониальный период (1810—1880) с последующей историей современной Боливии.

## Древний период
В XL — XIII веках до н. э. на севере Боливии (провинция Мохас) существовала оригинальная Гидравлическая культура насыпей, жители которой пережидали наводнения на большом количестве искусственных насыпей и вели сельское хозяйство.
От 10 до 4 тысячи лет назад люди жили на трёх возвышающихся над окружающей территорией лесных островах Исла-дель-Тесоро (Isla del Tesoro), Ла-Чакра (La Chacra) и Сан-Пабло (San Pablo) — в пределах сезонно затопляемой саванны Льянос-Мохос на севере Боливии. Рост сложных обществ в Льянос-Мохос начался около 2 500 лет назад.
Позднее возникли ряд других культур — Чирипа, Ванкарани и др.
В VI веке до нашей эры на берегах озера Титикака возникла цивилизация Тиуанако, о которой известно очень мало.

В XIV веке территорию захватили инки и создали Империю со столицей в Куско.
- Глиняный сосуд культуры Тиуанако
- Ворота и лестница храма Каласасайя
- Статуя в Тиуанако

## Колониальный период
В 1538 году территорию Империи инков покорил Эрнандо Писарро, брат завоевателя Перу. Испанцы основали здесь несколько поселений, эта область вначале называлась провинцией Чаркас, а позднее — Верхним Перу. В колониальный период на серебряных рудниках работали индейцы (пеоны), которые неоднократно восставали против испанцев.
В течение почти 300 лет территория Боливия являлась составной частью испанской колониальной империи (с 1542 — в составе вице-королевства Перу, с 1776 — вице-королевства Ла-Платы) и носила название Верхнее Перу. На протяжении всего колониального периода, особенно в 16—17 вв., Верхнее Перу было одним из главных экономических центров испанской колониальной империи в Южной Америке. Серебряные рудники в Потоси являлись в то время наиболее крупными в мире. В рудниках трудились индейцы-митайосы, отбывавшие обязательную трудовую повинность. Более половины всех земель в Верхнем Перу было роздано королевским правительством Испании в качестве энкомьенд испанским колонистам; индейцы несли многочисленные повинности в пользу владельцев энкомьенд — энкомендеро. Социально-экономические отношения в Верхнем Перу представляли собой переплетение рабовладельческой и феодально-крепостнической форм эксплуатации. Индейцы упорно боролись против колониального порабощения. Наиболее крупным было восстание 1780—81 под руководством братьев Катари, однако оно, как и другие выступления индейцев, было жестоко подавлено.
В мае 1809 года произошло восстание в Чукисаке, которое стало началом войны за независимость, продолжавшейся около 15 лет. Только в декабре 1824 года освободительная армия под командованием генерала Сукре — сподвижника С. Боливара, одержала решающую победу при Аякучо и разгромила испанские войска. В августе 1825 конгресс в Чукисаке провозгласил создание самостоятельной независимой республики Боливии (названа в честь Боливара).

## Период независимости до 2009 года

### XIX век
6 августа 1825 года Учредительное собрание всех провинций провозгласило независимость провинции Верхнее Перу. Государство было названо Боливией в честь Симона Боливара, при поддержке которого территория страны была освобождена, а столица государства была названа в честь генерала-освободителя Антонио Хосе Сукре.
В 1826 году президентом страны избран Антонио Хосе де Сукре. В 1829 году президентом стал Андрес Санта Крус, который в 1836 году объявил о создании Перуанско-Боливийской конфедерации. Соседнее Чили увидело в создании конфедерации угрозу своей безопасности и выдвинуло ультиматум о расторжении договора о конфедерации. Ультиматум не был выполнен, и правительство Чили объявило войну конфедерации. В 1839 году после победы чилийской армии конфедерация распалась, а президент Санта Крус был изгнан из страны. Затем наступил долгий период нестабильности, при котором президенты часто менялись и одно за другим происходили восстания.
В 1841 году Агустин Гамарра, президент Перу, попытался аннексировать Боливию, что стоило ему жизни.
Выработанная президентом Бельсу конституция (принята в сентябре 1850) запретила рабство.
После этого возник территориальный спор с Чили из-за части пустыни Атакама, богатой селитрой. Это привело к пятилетней Тихоокеанской войне, длившейся с 1879 по 1884 год.

В 1904 году подписан боливийско-чилийский мирный договор, по которому спорная территория переходила к Чили, вследствие чего Боливия потеряла выход к Тихому океану.
К началу XX века произошло существенное изменение в экономике — основным товаром вместо серебра стал каучук, что вероятно было связано со становлением автомобилестроения в мире. Например, в 1890 году пошлины на экспорт каучука давали лишь 2 % доходов казны, то уже в 1902 году — 36 %.

В 1898—1899 гг. в стране произошла гражданская война между индейцами севера и южанами.
- Симон Боливар на аверсе 1 боливиано, 1928
- Симон Боливар на аверсе 10 боливиано, 1928
- Симон Боливар на аверсе 100 боливиано 1945

### XX век
В 1899 году начались разработки богатых месторождений олова, по производству которого Боливия стала одним из мировых лидеров. Эта отрасль вызывала повышенный интерес Великобритании и США, которые фактически взяли её под свой контроль.
В годы 1-й мировой войны 1914—1918 годов Боливия сохраняла нейтралитет (в апреле 1917 года она порвала дипломатические отношения с Германией), но её экономические ресурсы были поставлены на службу государствам Антанты. Во время войны значительно возросли иностранные капиталовложения в Боливию, резко увеличился вывоз олова, меди, сурьмы, вольфрама и висмута. С развитием добычи оловянной руды и включением Боливии в мировой рынок она превратилась в страну с экспортной экономикой.
В 1920-е — 1930-е годы в рабочем движении Боливии были очень популярны идеи анархизма, особенно среди чола. 
Также были востребованы идеи марксизма, в том числе о социалистической революции. 16 июля 1930 года вооружённый отряд во главе с Роберто Инохосой захватил приграничный город Вильянсон и провозгласил начало рабоче-крестьянской социалистической революции в Боливии (восстание было вскоре подавлено).
В 1932—1935 гг. разгорелась Чакская война с Парагваем из-за спорной пустынной территории, на которой предположительно имелись большие залежи нефти. В этой войне Боливия потерпела поражение.
В мае 1936 года в стране произошла революция, пришедший к власти генерал Хосе Торо Руйлова объявил Боливию «социалистической республикой» и конфисковал собственность американской компании «Стандарт ойл оф Нью-Джерси», положив начало периоду «социалистического милитаризма».
В июле 1937 года в результате военного переворота к власти пришёл полковник Херман Буш Бесерра. При нём было принято первое трудовое законодательство и установлен государственный контроль над горнодобывающей промышленностью. В августе 1939 года Буш покончил жизнь самоубийством, власть захватила группа военных во главе с генералом Карломом Кинтанильей. В 1940 году президентом страны избран генерал Энрике Пеньяранда дель Кастильо.
В 1940-х годах в стране возникло несколько левых партий — Левая революционная партия, троцкистская Революционная рабочая партия, Националистическое революционное движение (НРД). 

20 декабря 1943 года произошёл военный переворот, приведший на пост президента майора Гуальберто Вильярроэля, который поощрял образование профсоюзов на оловянных рудниках. Его действия вызвали противодействие «оловянных баронов», которые спровоцировали в июле 1946 года восстание в Ла-Пасе. Во время восстания президент Вильярроэль 21 июля был растерзан толпой. 

В 1947 году президентом избран Хосе Гарансабаль, а в 1949 — Мамерто Урриолагоития.
В мае 1951 года на выборах победил кандидат от Националистического революционного движения экономист и бывший советник полковника Буша Бессары Виктор Пас Эстенсоро. Однако Урриолагоития не желал передавать пост НРД и передал полномочия военной хунте. Этот шаг вызвал восстание 9 апреля 1952 года, которое свергло военное правительство и привело к власти победившего кандидата НРД.
НРД начало широкую программу реформ в экономической, политической и социальной сферах. В августе 1952 года правительство предоставило право голоса индейцам, которые были наделены небольшими участками земли. В деревнях началось строительство больниц и организация крестьянских кооперативов, были национализированы оловянные рудники, затем переданные в собственность государственной компании КОМИБОЛ.
Следующий президент страны Эрнан Силес Суасо избран в 1956 году. Его правительство при поддержке МВФ начало программу стабилизации, которая включала ограничение роста заработной платы и либерализацию цен, но этот шаг только углубил экономический кризис. 20 июля 1958 года в стране прошли парламентские выборы. Период 1950-х годов стал временем угасания анархо-синдикалистского движения в стране. В 1960 и 1964 годах Виктор Пас Эстенсоро переизбирался президентом; вице-президентом при нём некоторое время был деятель профсоюзного движения Хуан Лечин. В ноябре 1964 года военные во главе с генералами Рене Баррьентосом и Овандо Кандиа совершили переворот. В 1966 году президентом избран Рене Барриентос Ортуньо. В 1967 году разгромлено партизанское движение Че Гевары. После смерти Барриентоса в апреле 1969 года в стране сменилось несколько правительств, пока в августе 1971 года не был совершён военный переворот Уго Бансера.
Бансер заявил, что армия будет безраздельно управлять страной до 1980 года. В 1974 году после попытки свержения Бансера тот запретил в стране деятельность всех политических партий и профсоюзов. 9 июля 1978 года в стране были проведены выборы, победу на которых одержал Хуан Переда Асбун. Однако тот продержался у власти всего 4 месяца и в ноябре того же года был свергнут Давидом Падильей. После этого в стране сменилось ещё 3 президента; последней из них обязанности главы государства исполняла левый политик Лидия Гейлер Техада.
В начале июля 1980 года на всеобщих выборах победил левый Фронт демократического и народного единства во главе с Эрнаном Силесом Суасо, однако 17 июля в результате военного переворота власть захватила праворадикальная военная хунта во главе с Луисом Гарсиа Месой, который на следующий день стал президентом. Он приостановил действие конституции, многие политические деятели были убиты. Кокаин сделался главным источником дохода президента и правительства. Опорой режима в условиях гарсиамесизма стали неофашисты, беглые нацисты и уголовные элементы.
4 августа 1981 года в результате восстания генералов Лусио Аньеса Риверы (бывший министр в правительстве Хуана Переды Асбуна) и Альберто Натуша Буша Гарсиа Меса был свергнут и бежал из страны (позже был выдан Бразилией и осуждён на 30 лет тюремного заключения), к власти пришла хунта в составе генералов Сельсо Торрелио Вилья (сухопутные войска), В. Берналь (ВВС) и О. Паммо (ВМС), 4 сентября С. Торрелио был назначен президентом. В июле 1982 года в условиях острого экономического кризиса и роста напряжённости в стране он оставил свой пост, и хунта назначила новым президентом более жёсткого военного, начальника генерального штаба генерала Гидо Вильдосо Кальдерона. В октябре 1982 года, после признания итогов выборов 1980 года, к власти вновь пришло левонастроенное гражданское правительство во главе с Э. Силесом Суасо.
При новом правительстве (8 министров от ЛНРД, по 2 от ХДП и компартии) противостояние правых и левых в стране обострилось. 27 ноября 1982 года был принят закон о национализации американской компании «Bolivian Power», чья доля в производстве электроэнергии составляла 40 %. 12 декабря на пороге президентского дворца правым радикалом совершено неудачное покушение на вице-президента страны Хайме Паса Самору. В конце 1982 — начале 1983 года активизировался процесс чистки вооружённых сил, были уволены в запас бывшие командующие ВВС и ВМФ и бывшие президенты А. Натуш, С. Торрелио и Г. Вильдосо. В июне 1983 года по обвинению в коррупции и экономических преступлениях были арестованы бывший президент Луис Меса Гарсиа и 29 его соратников.
Во время выборов в июле 1985 года бывшие президенты Уго Бансер и Пас Эстенсоро не смогли набрать большинства голосов, и Национальный конгресс назначил президентом Паса Эстенсоро. Придя к власти, Эстенсоро начал осуществление программы, разработанной МВФ. Это привело к росту бедности и безработицы. В мае 1989 года президентом при поддержке Уго Бансера стал Х. Пас Самора, кандидат от партии Левое революционное движение. Правительство Саморы было обвинено в связях с мафией, лидер пропрезидентского ЛРД Оскар Эйд попал в тюрьму по обвинению в наркобизнесе, а Саморе был запрещён въезд в США.
В 1997 году президентом страны избран Уго Бансер, предвыборная кампания которого проходила под лозунгами демократизации. После прихода к власти он управлял диктаторскими методами как в 1971—1978 годах. Во время его правления стали накапливаться экономические и социальные проблемы. В феврале 2000 года начались выступления против правительства Бансера, которые охватили впоследствии всю страну. В августе 2001 года Бансер ушёл в отставку и умер в следующем году.

### XXI век
В 2002 году на всеобщих выборах президентом Боливии избран Гонсало Санчес де Лосада.
В 2000 году в Кочабамбе прошли протесты против приватизации водного хозяйства этого города, вызвавшей резкое повышение тарифов. Прошла четырёхдневная всегородская забастовка, при разгоне демонстрации протестующих шесть человек погибло, а два ребёнка ослепли, было введено чрезвычайное положение.
В феврале 2003 года протесты против повышения налога на заработную плату, в которых участвовала часть полицейских, привели к перестрелке между полицией и военными у президентского дворца. За два дня волнений в Ла Пасе погибли 18 человек.
В сентябре 2003 года начались протесты против планов правительства привлечь иностранных инвесторов для эксплуатации газовых месторождений страны. Жители города-спутника Ла-Паса Эль Альто, заблокировали дороги, требуя отставки правительства. 12 октября колонна нефтяных автоцистерн под охраной войск с танками попыталась прорваться из столицы. Военные применили оружие, 16 человек погибло, всего до конца 2003 года погибло 100 человек. В результате Санчес де Лосада ушёл в отставку, передав полномочия вице-президенту Карлосу Меса. Согласно Конституции Боливии тот имел право оставаться президентом до 6 августа 2007 года, однако ушёл в отставку 6 июня 2005 года. Следующим президентом стал Эдуардо Родригес.
Политический кризис закончился, когда 18 декабря 2005 года президентом страны был избран левый индейский политик Эво Моралес, получивший 53,74 % голосов (избрание президента напрямую, а не Национальным конгрессом, произошло впервые с 1978 года). Его «Движение за социализм» получило устойчивое большинство в Национальном конгрессе. В январе 2006 года прошла его инаугурация; в том же году он объявил о национализации нефтегазовой отрасли.
Три года спустя, в 2008 году, по требованию правой оппозиции был проведён референдум об отзыве президента со своего поста. Однако, Моралес получил поддержку 67 % избирателей и остался на своём посту.  

## Многонациональное Государство Боливия (с 2009 года)
10 июня 2009 года, по результатам референдума, президент Моралес подписал декрет, согласно которому Боливия получила новое официальное название «Многонациональное Государство Боливия». 
В конце 2009 и 2014 годов он переизбирался на пост президента, а «Движение за социализм» получало более 2/3 мест в Национальном конгрессе.
21 февраля 2016 года в стране прошёл референдум о возможности Эво Моралеса в четвёртый раз участвовать в выборах, через отмену ограничения быть президентом в два срока подряд. По итогам голосования против отмены ограничения на количество президентских сроков высказалось около 63 % избирателей.
Тем не менее, в декабре 2016 года Моралес был номинирован как кандидат в президенты на новый срок — правительство Моралеса заявило, что результаты референдума не имеют силы, так как против Моралеса проводилась руководимая из США пропагандистская кампания. В ноябре 2017 года Верховный суд Боливии признал ограничение на число сроков противоречащим конституции. 
На выборах 20 октября 2019 года Моралес получил, по предварительным данным, 46,86 % голосов, а его соперник Карлос Меса (бывший президент и кандидат от коалиции «Гражданское общество») — 36,72 %. Моралес сразу объявил себя победителем выборов. Это привело к протестам и беспорядкам во многих городах страны. Моралес же заявил, что правые силы в стране, при поддержке из-за рубежа, начали попытку переворота. 23 октября Моралес объявил о введении в стране чрезвычайного положения. Во время акций протеста пострадало не менее 30 человек. 

30 октября Председатель Высшего избирательного суда Боливии Мария Эухения Чоке заявила, что Организация американских государств (ОАГ) и Европейский союз могут проверить итоги подсчёта голосов, власти открыты для этого.
ОАГ опубликовала отчёт о проверке, проведённой в ходе выборов; в отчёте содержалась информация о серьёзных нарушениях (в организации рассказали, что статистически маловероятно, что Моралес обеспечил 10-процентный разрыв, необходимый для победы). Выборы по мнению международной организации должны были быть отменены, поскольку были обнаружены «явные манипуляции» с системой голосования. «Манипуляции с компьютерными системами настолько велики, что боливийское государство должно тщательно исследовать их, чтобы разобраться в этом серьёзном деле и назначить ответственных». В тот же день главнокомандующий вооружёнными силами Боливии генерал Уильямс Калиман попросил Моралеса подать в отставку, чтобы «помочь восстановить мир и стабильность» после нескольких недель протестов, добавив, что военные призывают боливийский народ воздерживаться от насилия и беспорядков. 

10 ноября Эво Моралес объявил об отставке; вслед за ним об уходе с поста объявил и вице-президент Альваро Гарсиа Линера, спикер сената и спикер палаты депутатов также отказались возглавить страну. После этого Моралес покинул страну и улетел в Мексику (которая предоставила ему убежище), а далее в Аргентину. 
Второй вице‑спикер верхней палаты парламента, Жанин Аньес, из оппозиционной партии «Демократическое единство» согласилась взять на себя обязанности президента.
На прошедших 18 октября 2020 года президентских выборах победил Луис Арсе, кандидат от партии «Движение к социализму», и бывший министр экономики в правительстве Моралеса. В ноябре Моралес вернулся в Боливию.
13 марта 2021 года бывшая исполняющая обязанности президента Жанин Аньес была арестована по обвинению в госперевороте 2019 года против тогдашнего президента Моралеса. 
В июне 2024 года генерал Суньига (которого ранее отстранили от поста командующего армией) заявил, что захватил власть и взял под контроль президентский дворец; попытка военного переворота оказалась провальной: президент Л. Арсе назначил новое командование армии, а войска экс-командующего покинули центральную площадь Ла-Пас Мурильо.

## Купюры
- Аверсы исторических боливиано
- 1 боливиано 1877 года
- 1 боливиано 1892 года
- 1 боливиано 1902 года
- 100 боливиано 1911 года

- Реверсы исторических боливиано
- 1 боливиано 1877 года
- 1 боливиано 1892 года
- 1 боливиано 1902 года
- 100 боливиано 1911 года